# Bohumilice (Kožlí)
Bohumilice (německy Bohumilitz) je vesnice, část obce Kožlí v okrese Havlíčkův Brod. Nachází se asi 2,5 km na sever od Kožlí. V roce 2009 zde bylo evidováno 73 adres. V roce 2001 zde trvale žilo 156 obyvatel.
Bohumilice leží v katastrálním území Bohumilice u Kožlí o rozloze 2,78 km2.

## Název
Název se vyvíjel od varianty de Bohumilicz (1289, 1396), Bohomilicze (1540), w Bohumiliczych (1542), Bohumilycze (1654) až k podobě Bohumielicze v roce 1787. Místní jméno znamenalo ves lidí Bohumilových.

## Historie
Do roku 1960 byly samostatnou obcí, od roku 1961 spadají jako místní část pod obce Kožlí.